# 阿帕廷
阿帕廷是塞爾維亞伏伊伏丁那自治省西巴奇卡區的市镇。市镇面积为379平方公里，中心城镇的面积则为112.93平方公里。2022年人口数量为23,155人，其中14,613人居住在中心城镇内。該城位於多瑙河東岸，因優越的地理位置而具備源遠流長的歷史。

## 歷史
萨尔马提亚人、凱爾特人及哥特人等部族於史前時期便已在此定居。阿帕廷曾被羅馬攻佔。6世紀時斯拉夫人在此定居。在11世紀首次在书面文献里被提及。鄂圖曼帝國和哈布斯堡君主国先後於17世紀末統治這裡。1918年奧匈帝國解體後由南斯拉夫王国管轄。1943年11月29日，以共和國名義加盟新成立的南斯拉夫聯邦人民共和國（前身為南斯拉夫王國）。1990年代初东欧剧变，大部分加盟國退出南斯拉夫聯邦，聯邦漸趨瓦解。原南斯拉夫的兩個社會主義共和國——塞爾維亞和黑山組建南聯盟與之抗衡。至2003年，經歷一系列戰爭的南聯盟重組並改名為塞爾維亞和黑山。2006年5月21日黑山舉行獨立公投，獲得過半國民支持而脫離聯盟。阿帕廷交由塞爾維亞管治至今。

## 外部連結
- 官方网站  （塞爾維亞語）
- Apatin vesti （页面存档备份，存于）
- Castle Fernbach, Apatin （页面存档备份，存于）